# Zbigniew Jan Zieliński
Zbigniew Jan Zieliński (Danzica, 14 gennaio 1965) è un arcivescovo cattolico polacco, dall'8 aprile 2025 arcivescovo metropolita di Poznań.

## Biografia
È nato il 14 gennaio 1965 a Danzica. 

### Formazione e ministero sacerdotale
Dopo aver frequentato il seminario maggiore di Danzica, dove ha compiuto gli studi filosofico-teologici, è stato ordinato presbitero il 18 maggio 1991 dal vescovo di Danzica Tadeusz Gocłowski.
Nel 2004 ha conseguito il dottorato in teologia pastorale nell'università di Varsavia, mentre dal 2004 al 2006 è stato docente di sociologia della religione nell’università statale di Danzica.
Il 22 dicembre 2007 ha ricevuto la nomina di cappellano di Sua Santità.

### Ministero episcopale

Stemma da vescovo

Il 26 settembre 2015 papa Francesco lo ha nominato vescovo ausiliare di Danzica, assegnandogli la sede titolare di Medeli. Ha ricevuto la consacrazione episcopale il 24 ottobre successivo nella cattedrale di Oliwa dall'arcivescovo di Danzica Sławoj Leszek Głódź, co-consacranti il nunzio apostolico in Polonia Celestino Migliore e l'arcivescovo emerito di Danzica Tadeusz Gocłowski.
Il 10 marzo 2022 è stato nominato vescovo coadiutore di Koszalin-Kołobrzeg, succedendo a Edward Dajczak il 2 febbraio 2023. 
Dal 24 febbraio al 25 ottobre 2024 è stato amministratore apostolico di Stettino-Kamień. 
Il 19 marzo 2025 papa Francesco lo ha promosso arcivescovo metropolita di Poznań; è succeduto a Stanisław Gądecki, dimessosi per raggiunti limiti d'età. Ha preso possesso dell'arcidiocesi il 1º maggio successivo.

## Genealogia episcopale
- Cardinale Scipione Rebiba
- Cardinale Giulio Antonio Santori
- Cardinale Girolamo Bernerio, O.P.
- Vescovo Claudio Rangoni
- Arcivescovo Wawrzyniec Gembicki
- Arcivescovo Jan Wężyk
- Vescovo Piotr Gembicki
- Vescovo Jan Gembicki
- Vescovo Bonawentura Madaliński
- Vescovo Jan Małachowski
- Arcivescovo Stanisław Szembek
- Vescovo Felicjan Konstanty Szaniawski
- Vescovo Andrzej Stanisław Załuski
- Arcivescovo Adam Ignacy Komorowski
- Arcivescovo Władysław Aleksander Łubieński
- Vescovo Andrzej Stanisław Młodziejowski
- Arcivescovo Kasper Kazimierz Cieciszowski
- Vescovo Franciszek Borgiasz Mackiewicz
- Vescovo Michał Piwnicki
- Arcivescovo Ignacy Ludwik Pawłowski
- Arcivescovo Kazimierz Roch Dmochowski
- Arcivescovo Wacław Żyliński
- Vescovo Aleksander Kazimierz Bereśniewicz
- Arcivescovo Szymon Marcin Kozłowski
- Vescovo Mečislovas Leonardas Paliulionis
- Arcivescovo Bolesław Hieronim Kłopotowski
- Arcivescovo Jerzy Józef Elizeusz Szembek
- Vescovo Stanisław Kazimierz Zdzitowiecki
- Cardinale Aleksander Kakowski
- Cardinale August Hlond, S.D.B.
- Cardinale Stefan Wyszyński
- Cardinale Józef Glemp
- Arcivescovo Sławoj Leszek Głódź
- Arcivescovo Zbigniew Jan Zieliński